# Luke P. Poland

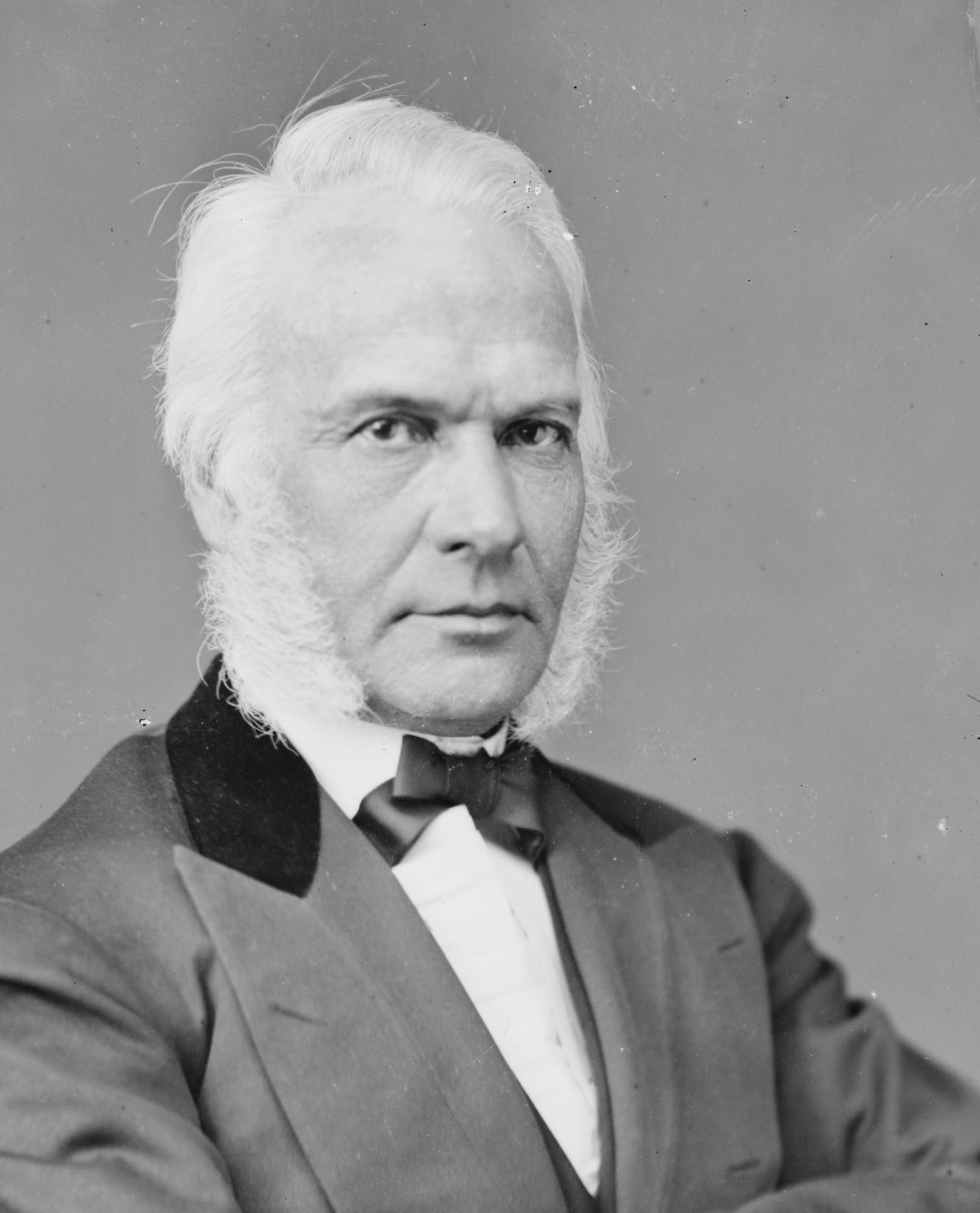
Luke P. Poland

Luke Potter Poland (* 1. November 1815 in Westford, Vermont; † 2. Juli 1887 bei Waterville, Vermont) war ein US-amerikanischer Jurist und Politiker (Republikanische Partei), der den Bundesstaat Vermont in beiden Kammern des US-Kongresses vertrat.
Luke Poland besuchte die öffentlichen Schulen und eine Privatschule in Jericho. Danach arbeitete er selbst als Lehrer und studierte die Rechtswissenschaften. Nach der Aufnahme in die Anwaltskammer im Dezember 1836 praktizierte er zunächst als Jurist in Morrisville. Von 1839 bis 1840 war er als Testamentsvollstrecker (Register of Probate) tätig; 1843 nahm er am Verfassungskonvent von Vermont teil. Seine juristische Laufbahn setzte er von 1844 bis 1845 als Staatsanwalt im Lamoille County fort, ehe er ab 1848 als Richter am Vermont Supreme Court saß. Diesem stand er von 1860 bis 1865 als Chief Justice vor.
Er trat als Richter zurück, nachdem er zum Nachfolger des verstorbenen US-Senators Jacob Collamer ernannt worden war. Poland nahm sein Mandat im Kongress vom 21. November 1865 bis zum 3. März 1867 wahr. Zur Wiederwahl trat er nicht an; stattdessen bewarb er sich um einen Sitz im Repräsentantenhaus der Vereinigten Staaten. Nach erfolgreicher Wahl und mehrfacher Bestätigung im Amt konnte er weitere acht Jahre in Washington verbringen. 1874 scheiterte er jedoch beim Versuch der Wiederwahl und musste folglich am 3. März 1875 aus dem Kongress ausscheiden. Nach Luke Poland ist der Poland Act benannt, ein von ihm im Senat eingebrachter Gesetzentwurf zur Eindämmung der Polygamie im Utah-Territorium, der viele gesetzliche Kompetenzen von den territorialen Behörden auf Einrichtungen und Geschäftsträger der Bundesregierung im Territorium übertrug.
Poland blieb nach seinem Abschied aus dem Kongress politisch aktiv und zog 1878 in das Repräsentantenhaus von Vermont ein. Während dieser Zeit wurde er auch Kurator der University of Vermont; überdies stand er der First National Bank of St. Johnsbury 20 Jahre lang als Präsident vor. Schließlich wurde er noch einmal ins US-Repräsentantenhaus gewählt, dem er vom 4. März 1883 bis zum 3. März 1885 angehörte. Danach setzte er sich auf seinem Landsitz bei Waterville zur Ruhe, wo er im Juli 1887 starb.